# Sumbe (provinshuvudstad i Angola)
Sumbe är en provinshuvudstad i Angola.   Den ligger i provinsen Cuanza Sul, i den västra delen av landet, 270 kilometer söder om huvudstaden Luanda. Sumbe ligger 10 meter över havet och antalet invånare är 33 277.
Terrängen runt Sumbe är kuperad åt sydost, men norrut är den platt. Havet är nära Sumbe västerut. Det finns inga andra samhällen i närheten.
Runt Sumbe är det glesbefolkat, med 17 invånare per kvadratkilometer.